# Кайлервілл (Нью-Йорк)
Кайлервілл (англ. Cuylerville) — переписна місцевість (CDP) в США, в окрузі Лівінгстон штату Нью-Йорк. Населення — 268 осіб (2020).

## Географія
Кайлервілл розташований за координатами 42°46′40″ пн. ш. 77°52′26″ зх. д. / 42.77778° пн. ш. 77.87389° зх. д. (42.777692, -77.873758).  За даними Бюро перепису населення США в 2010 році переписна місцевість мала площу 1,09 км², уся площа — суходіл.

## Демографія
Згідно з переписом 2010 року, у переписній місцевості мешкало 297 осіб у 128 домогосподарствах у складі 87 родин. Густота населення становила 272 особи/км².  Було 132 помешкання (121/км²).
Расовий склад населення:
| - 96,6 % — білих - 1,3 % — азіатів - 0,3 % — корінних американців |

До двох чи більше рас належало 1,7 %. Частка іспаномовних становила 3,4 % від усіх жителів.
За віковим діапазоном населення розподілялося таким чином: 21,2 % — особи молодші 18 років, 67,0 % — особи у віці 18—64 років, 11,8 % — особи у віці 65 років та старші. Медіана віку мешканця становила 38,5 року. На 100 осіб жіночої статі у переписній місцевості припадало 104,8 чоловіків;  на 100 жінок у віці від 18 років та старших — 100,0 чоловіків також старших 18 років.
Середній дохід на одне домашнє господарство  становив 48 887 доларів США (медіана — 54 250), а середній дохід на одну сім'ю — 57 899 доларів (медіана — 62 250). За межею бідності перебувало 32,3 % осіб, у тому числі 66,7 % дітей у віці до 18 років та 8,5 % осіб у віці 65 років та старших.
Цивільне працевлаштоване населення становило 154 особи. Основні галузі зайнятості: освіта, охорона здоров'я та соціальна допомога — 25,3 %, роздрібна торгівля — 16,2 %, публічна адміністрація — 14,3 %.